# It's Show Time!!
「It's Show Time!!」（イッツ・ショー・タイム!!）は、福原遥×戸松遥による楽曲。2018年5月23日にソニー・ミュージックアソシエイテッドレコーズからシングルリリースされた。

## 概要
朝日放送テレビ制作・テレビ朝日をはじめとする同系列局の一部で2018年4月8日から放送のドラマ『ドラマL・声ガール!』の主題歌。同作で主人公・菊池真琴役を演じる福原遥と、本人役で特別出演している戸松遥の2人によるコラボレーション・シングルとなる。福原は主題歌起用のみならず、声優として憧れの存在である戸松とのデュエットについて「「何かのドッキリじゃないか？」と疑ってしまうぐらい、うれしくてうれしくて仕方がありませんでした」とコメントしている。
タイトル曲である「It's Show Time!!」は前山田健一が作詞、Tak Miyazawaが作曲したポップなダンスチューンで、ドラマのメインモチーフである声優業界に関する用語が歌詞に散りばめられており、福原は「コミカルな楽しい曲調の中にも、一歩前に踏み出せるような強い言葉がたくさん詰め込まれています」「未来の一歩を踏み出す勇気につながるような、そんな歌になれれば」とコメント、戸松も自身のブログで「自分自身声優だったからこそ繋がることのできたご縁、歌う事のできた歌だなぁと改めて感じることができました」と綴っている。
カップリング曲として「Try」を収録、夢を諦めずトライし続けることの尊さを歌った楽曲となっており、この曲はドラマ第5話で用いられる。
CDは通常盤の他にミュージックビデオとそのメイキング映像、TVスポット映像を収録したDVDが付属した初回生産限定盤が発売される。

## 収録曲
1. It's Show Time!!
作詞：前山田健一、作曲・編曲：Tak Miyazawa
2. Try
作詞・作曲：金田有紀子・ホリイモマ・井出賢一、編曲：瀧口系太
3. It's Show Time!!(inst.)
4. Try(inst.)

### DVD（初回生産限定盤のみ）
- 「It's Show Time!!」Music Clip
- 「It's Show Time!!」TV SPOT 15sec & 30sec
- 「It's Show Time!!」Making of Music Clip